# Osmia sexsignata
Osmia sexsignata är en biart som beskrevs av Raymond Benoist 1950. Osmia sexsignata ingår i släktet murarbin, och familjen buksamlarbin. Inga underarter finns listade i Catalogue of Life.